# Suyên biển
Suyên biển, tên khoa học Suriana maritima, là một loài thực vật có hoa trong họ Surianaceae. Loài này được L. miêu tả khoa học đầu tiên năm 1753.